# 道の駅さくらの郷
道の駅さくらの郷（みちのえき さくらのさと）は、福島県二本松市にある国道349号の道の駅である。企業組合さくらの郷が運営する。
農産物直売所を改良したもので、2013年4月18日にオープニングセレモニーが行われた。また、合戦場のしだれ桜などがある「いわしろ さくら回廊」の起終点となっている。
2016年4月1日には農産物直売所と加工施設が新設された。
地元産のごぼうを使用した「ごんぼコロッケ」が人気であり、二本松市内の直売所における統一ブランドにも選定されている。

## 施設
- 駐車場
  - 普通40台、大型3台、身障者用3台
- トイレ 合計10
- 食堂
- 直売所
- ピザ工房
- 公衆電話
- 無料wi-fi

## アクセス
- 国道349号（国道459号重複）

## 周辺
- 福島県道303号石沢荻田線
- 口太川

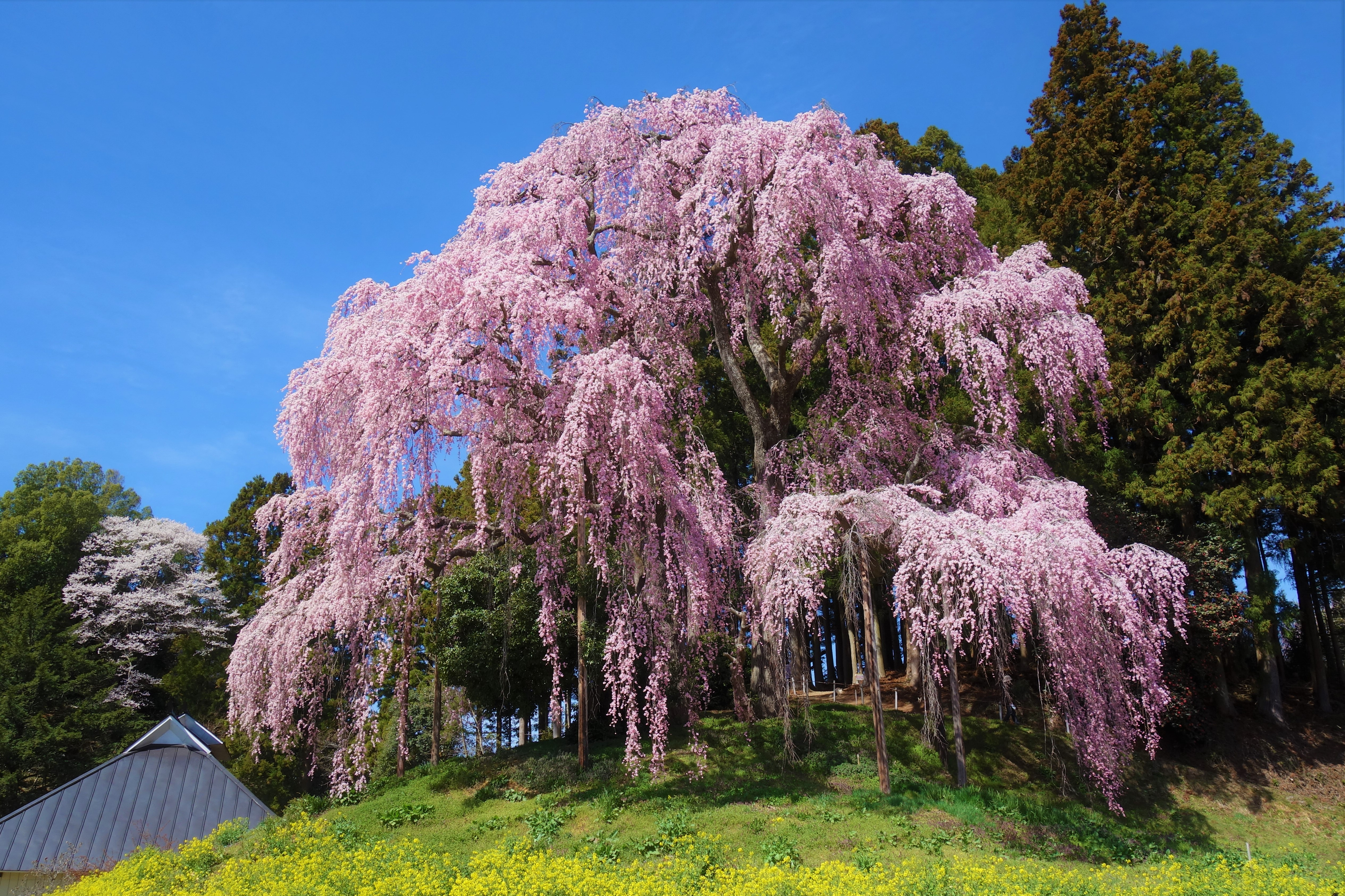
合戦場のしだれ桜
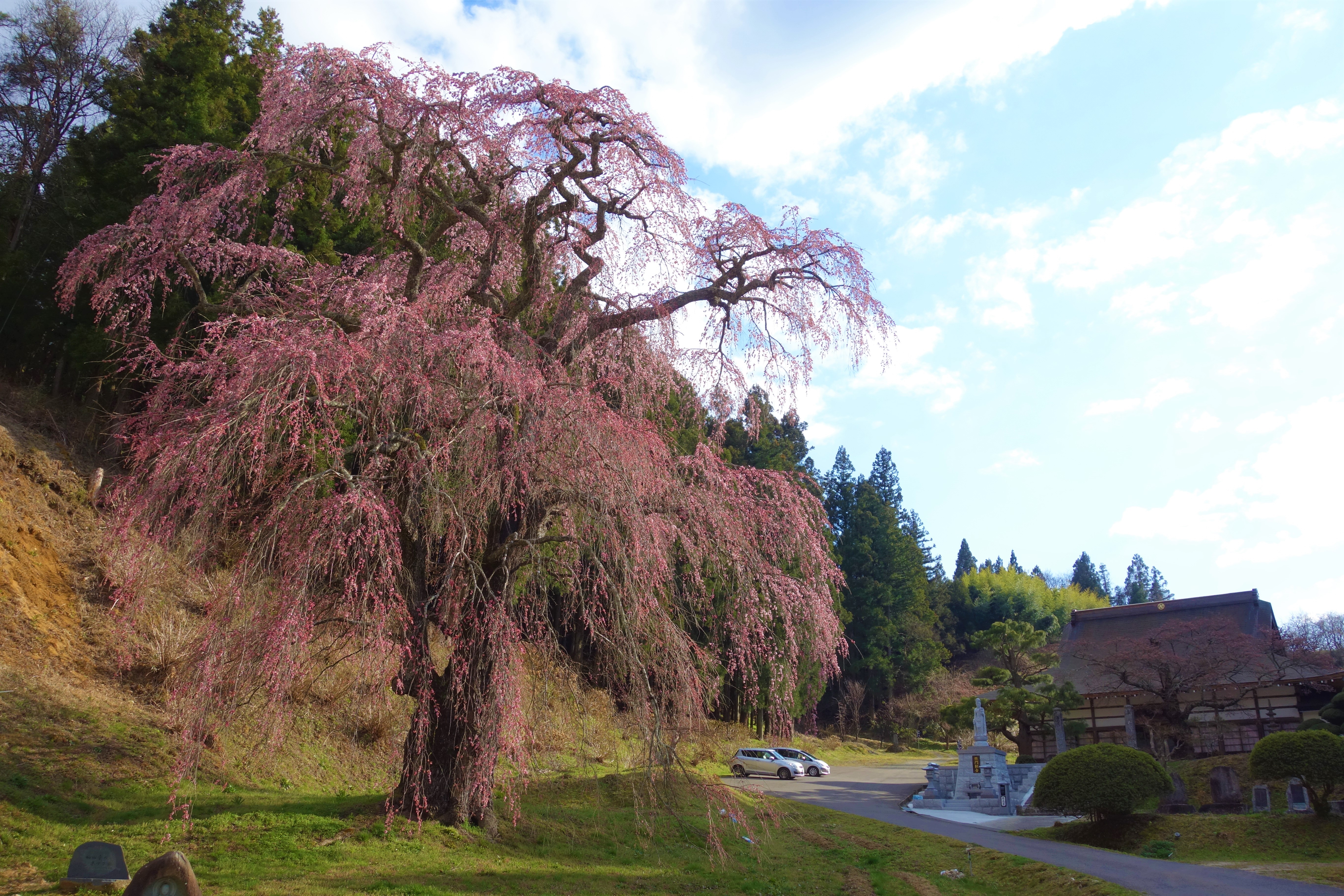
福田寺の糸桜
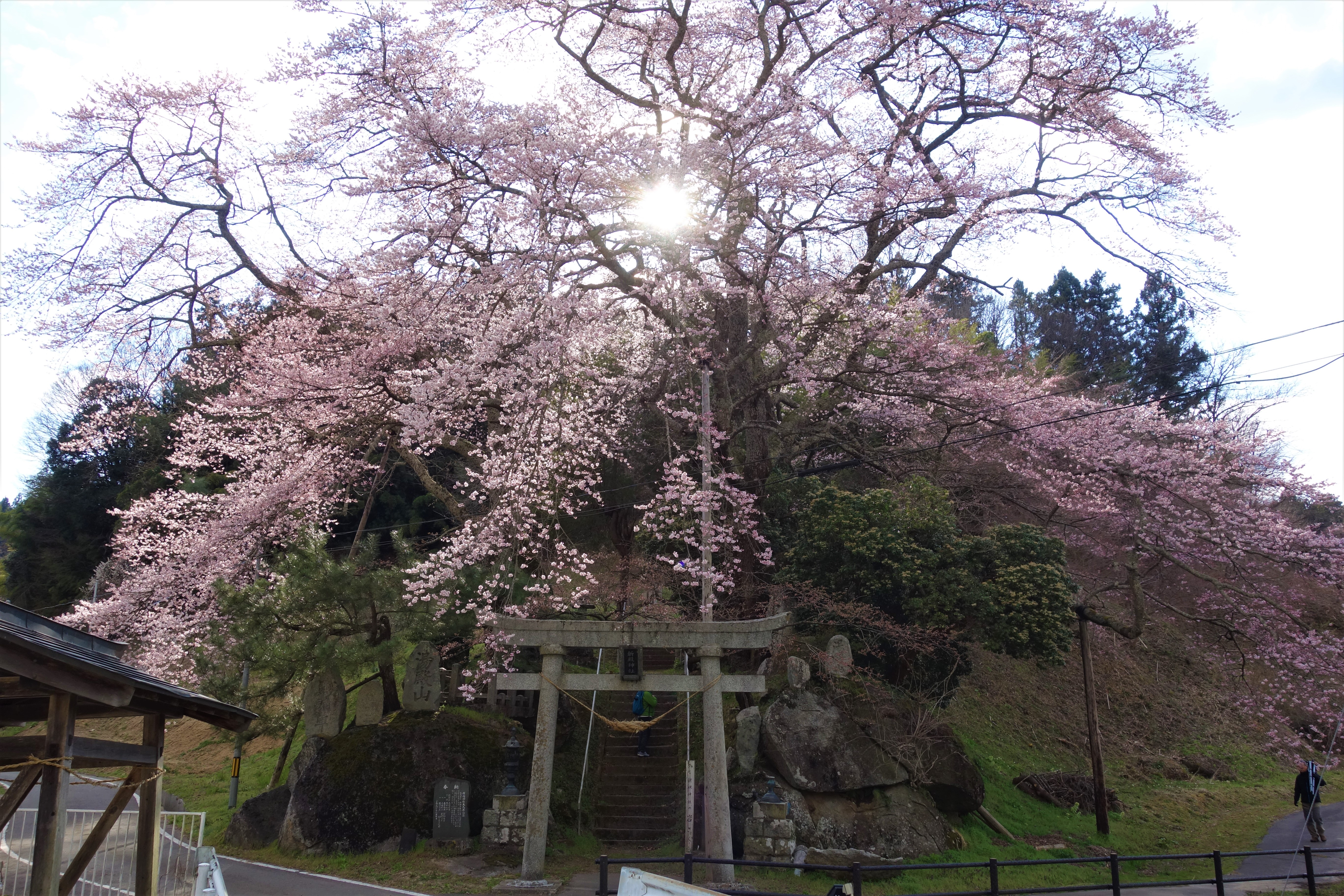
神殿神社の岩桜

- 合戦場のしだれ桜
- 福田寺の糸桜
- 神殿神社の岩桜